# Good times (Chic)
Good times is een nummer geschreven door Bernard Edwards en Nile Rodgers. Het werd in januari 1979 geschreven en opgenomen en werd op 4 juni van dat jaar wereldwijd op single uitgebracht. Zij schreven het voor hun eigen muziekgroep Chic. Het nummer is hun antwoord op de economische malaise van eind jaren 70 in de Verenigde Staten. De teksten verwijzen grotendeels naar Milton Agers Happy days are here again en About a quarter to nine gezongen door Al Jolson.

## Achtergrond
Het nummer verscheen in een lange versie van meer dan acht minuten op hun studioalbum Risqué. De singleversie werd danig ingekort, voornamelijk door de lange bassolo te verwijderen.
De single werd wereldwijd een hit en Chics eigen versie haalde in thuisland de Verenigde Staten de nummer 1-positie in de Billboard Hot 100 en stond 19 weken in de lijst genoteerd. In Canada werd de 2e positie bereikt en in het Verenigd Koninkrijk werd de 5e positie in de UK Singles Chart bereikt.
In Nederland was de plaat op zaterdag 23 juni 1979 de 56e Favorietschijf bij de NCRV op Hilversum 3 en werd een radiohit. De plaat bereikte de 17e positie in zowel de Nederlandse Top 40 als de TROS Top 50. In de Nationale Hitparade werd de 22e positie bereikt. In de Europese hitlijst op Hilversum 3, de TROS Europarade, werd de 25e positie bereikt. 
In België bereikte de plaat de 15e positie in de Vlaamse Radio 2 Top 30 en de 18e positie in de Vlaamse Ultratop 50.

## Hitnoteringen

### Nederlandse Top 40
| Positie: | 30 | 23 | 18 | 17 | 21 | 35 | uit |

### Nationale Hitparade
| Positie: | 39 | 27 | 28 | 23 | 22 | 39 | 41 | uit |

### TROS Top 50
Hitnotering: 28-06-1979 t/m 09-08-1979. Hoogste notering: #17 (1 week). 

### TROS Europarade
Hitnotering: 04-08-1979. Hoogste notering: #25 (1 week).

### Vlaamse Radio 2 Top 30
| Positie: | 27 | 17 | 15 | 21 | 16 | 17 | 17 | 26 | uit |

### Vlaamse Ultratop 50
| Positie: | 30 | 21 | 20 | 20 | 23 | 18 | 21 | 30 | uit |

### NPO Radio 2 Top 2000
Good times stond alleen in 2000 in de NPO Radio 2 Top 2000, op plek 1934.

## Samples en covers
Het nummer leende zich door het specifieke basgeluid van Edwards, dat bij deze muziek hoort, niet zo voor covers. Een handvol artiesten begon eraan, waaronder John Taylor van Duran Duran. Toch is nou juist dat basgeluid dat veel artiesten als sample zouden toepassen. Daarbij was The Sugarhill Gang een van de eersten. Het basloopje en de uithaal op viool/synthesizer is duidelijk te horen in het Rapper's Delight. Destijds was het nog niet gewoon om alle “credits” te vermelden, maar na een dreiging met een rechtszaak werden Bernards en Rodgers vermeld. Andere nummers die een deel van Good times bevatten zijn:
- Another One Bites the Dust van Queen
- Rapture van Blondie (disco door een van origine punkband)
- Wot! van Captain Sensible en Wat van Willem
- Bounce Rock Skate Roll van Vaughan Mason and Crew
- Around the World door Daft Punk
- On & On door Proper Dos
- Hot Hot Hot!!! van The Cure
- Wham Rap (Enjoy what you do) van Wham!
- Everything’s gonna be alright van Father MC
- The adventures of Grandmaster Flash and the Wheels of Steel door The Furious Five
- Triple Trouble van Beastie Boys
- Doowutchyalike van Digital Underground
- 8th Wonder van opnieuw The Sugarhill Gang
- The reverend van DJ Jazzy Jeff & The Fresh Prince
- Just the two of us van Chubb Rock
- 13 And good door Boogie Down Productions
- 2345meia78 door Gabriel o Pensador
- 1,2,3,4 (Sumpin’ new) door Coolio
- Made it back door Beverley Knight

## Gebruik in de media
- NPO Radio 2 ging het vanaf zomer 2021 gebruiken als een van de jingles ter aankondiging van het eerste nummer na het 09:00-uur-journaal.